# Landsitz Kesel

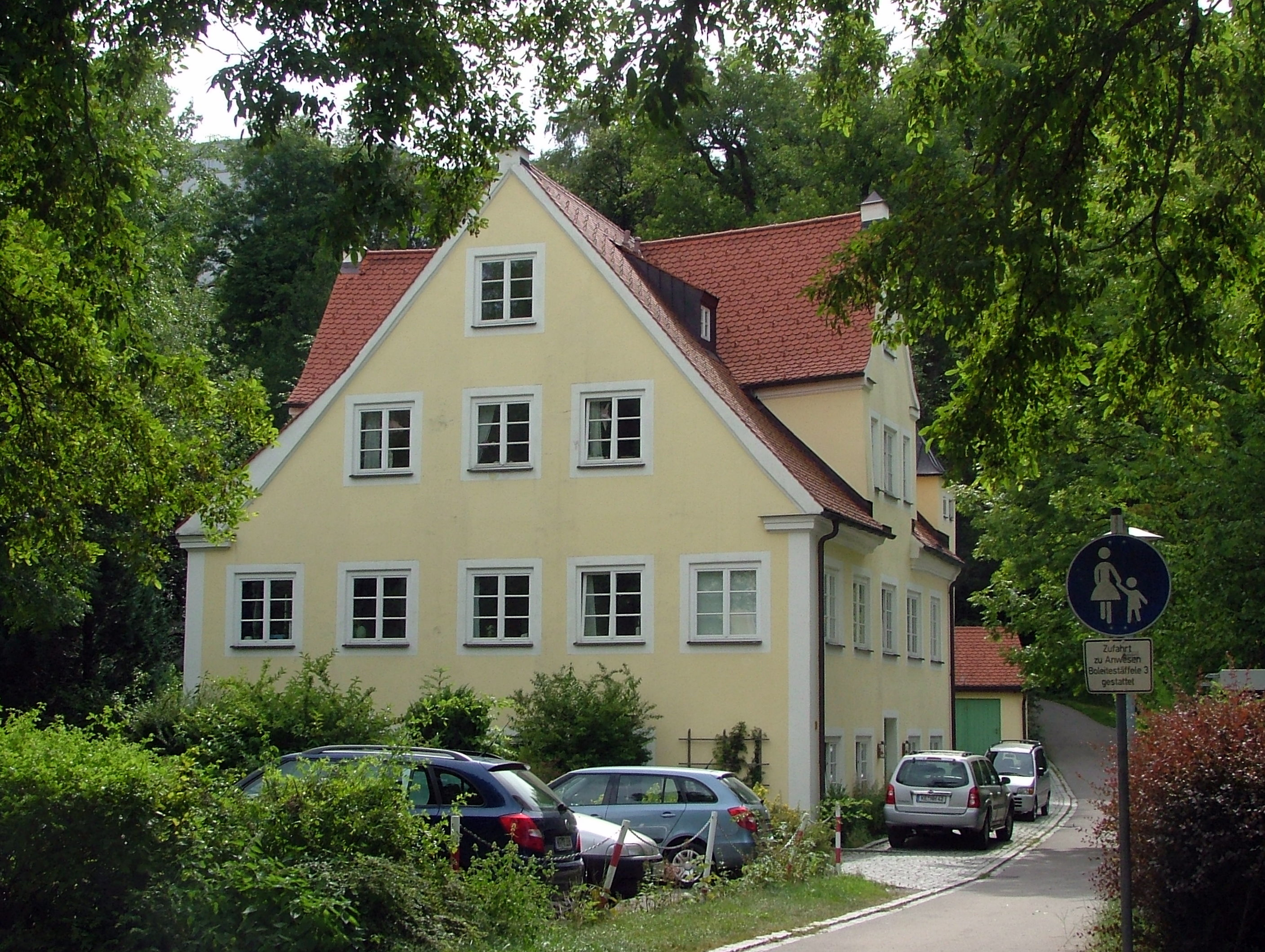
Landsitz Kesel

Der Landsitz Kesel (auch Keselscher Landsitz) ist denkmalgeschützter Bau mit der Anschrift Boleitestäffele 3 in der kreisfreien Stadt Kempten (Allgäu).
Das Gebäude wurde im 16. Jahrhundert erbaut und um 1700 erneuert. Es ist zweigeschossige mit einem Giebelzwerchhaus an beiden Traufseiten mit Kranzgesims. Es folgten spätere Anbauten an der Westgiebelseite. Im unteren Hausgang sind gedrückte Kreuzgrate mit Gurtbogen vorhanden. Die Treppe hat eine Holzbalusterbrüstung. Im Obergeschoss war, zumindest noch 1959, detaillierter Stuck aus der Zeit um 1700 vorhanden.
Im 18. Jahrhundert war dieses Haus das Landgut des Handelsherren und Bürgermeisters Johann Adam Kesel.